# Route 9 (Oman)
Die Route 9 oder R9 ist eine Fernverkehrsstraße im Sultanat Oman. Die Fernverkehrsstraße führt vom Al Khaburah R/A und Knoten an der Route 1, über das mittlere Hadschar-Gebirge bis nach Ibri, hier endet die Route 9 und kreuzt an die Route 21. Die R9 ist bis al-Hudschairimat einspurig ausgebaut, ab hier führt sie als zweispurige Autobahn bis nach Ibri. In Ibri endet die R9 an der Kreuzung mit der Route 21. Anstatt R9 ist die Bezeichnung „Al Khaburah-Miskin Road“ üblich.

## Verlauf in der Region Schamal al-Batina
Die Route 9 beginnt am Al-Khaburah R/A an der Route 1, diese führt nach Norden in Richtung der Industriestadt Suhar und nach Süden in Richtung der Hauptstadt Maskat. Kurz nach dem Kreisverkehr endet al-Chabura und die Straße führt mitten ins Hadschar-Gebirge. Nach 20 Kilometer führt die Straße durch den Ort Ghuzayn und nach weiteren 5 Kilometern durchs Gebirge durch den Ort Ghab. Vor der Gouvernementgrenze führt die Straße serpentienenartig an einem Wadi entlang.

## Verlauf in der az-Zahira-Region
Immer mehr verstreute Siedlungen sind am Straßenrand und die Straße führt aus dem Gebirge heraus. 20 Kilometer nach der Gouvernementgrenze kreuzt die R9 mit der Route 10. Kurz darauf befindet sich die Kleinstadt Miskin in der R9. Kurz nach al-Hawmaniyya wird die Fernstraße zur Autobahn. Nun führt die R9 zweispurig durch die Hügellandschaft. Nach mehreren kleineren Orten kreuzt die Straße in ad-Dariz mit der Route 8. Die ersten Vororte Ibris, al-Aynayn und al-ʿAraqi erscheinen neben der Autobahn. 4 Kilometer lang führt die R9 durch Ibri, bis sie am Ibri Centrum R/A endet. Von hier aus führt die Route 21 nach Norden Richtung der Staatsgrenze mit der Vereinigten Arabischen Emirate und nach Süden Richtung der Provinzhauptstadt Nizwa.